# Formation en ligne
Pour des articles plus généraux, voir Formation à distance et Technologies de l'information et de la communication pour l'enseignement.
La formation en ligne, l'apprentissage en ligne, l'e-formation ou encore l'e-learning est l'ensemble des solutions et moyens permettant l'apprentissage par des moyens électroniques. Elle offre une flexibilité d'accès et de contenu, incluant ainsi des sites web éducatifs, la téléformation, l'enseignement télématique, ou encore l'e-training, notamment.
Ce type d'enseignement apparaît dans les années 1990. Il est permis par les progrès de l'informatique associés à ceux des moyens de télécommunication (téléphonie, visioconférence, Internet et courrier électronique, forum de discussion, messagerie instantanée…). Il existe différentes plates-formes et applications pour la communication et le téléchargement de tâches et pour des sujets spéciaux (Moodle, Coursera, Preply, Duolingo).
La formation en ligne est une des technologies de l'information et de la communication pour l'éducation (TICE), intégrée dans la cyberculture. C'est aussi un des éléments et enjeux de ce que certains, comme M. Toupin, désignent comme le « cybermarché de la formation », marché évalué selon la commission européenne à plus de deux milliards de dollars en 2000. Près de 80 % des ressources en ligne viennent aujourd'hui des États-Unis, pour les logiciels, de produits et services multimédias éducatifs destinés à la formation et à l’éducation mais une part importante de ces services se construit hors des services marchands (dans les campus virtuels, les espaces virtuels européens du programme Socrates (Comenius, Erasmus, Minerva, Lingua, Grundtvig), ou par exemple via Moodle ou les outils de la Wikimedia Foundation et beaucoup d'autres initiatives dans le monde).
Selon le cadre des cours, la personne peut avoir accès à de nombreux contenus et services mis à disposition par l'utilisation de nombreuses technologies de gestion de l'information (GED, CMS) et de communication (Messagerie), de partage d'information (Groupware, wiki, blog, syndication RSS), de l'organisation du temps/personnes/lieu (calendrier) et la prise en compte des demandes de l'apprenant (CRM). Un LMS a pour but de fournir la structure de base autour de laquelle seront liés des services propres à chaque contexte d'apprentissage.

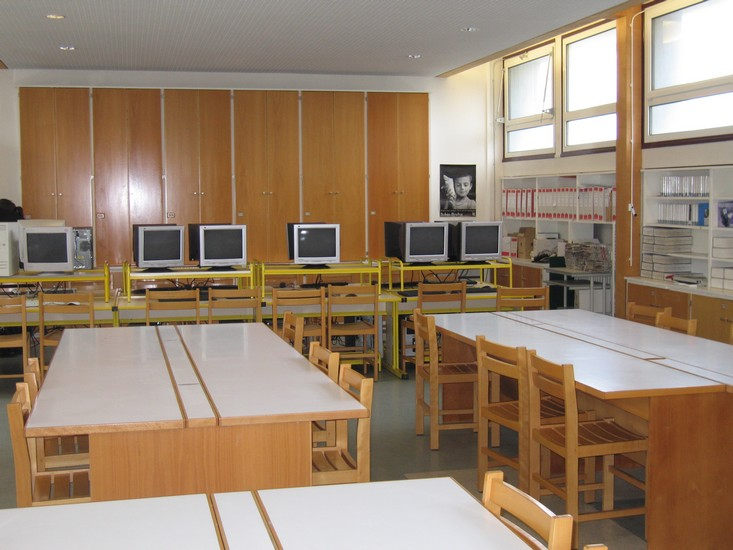
Le Conseil de l'Europe encourage à mutualiser les installations et salles d'informatique des écoles, cybercentres, cyberplateformes, cybercafés, etc., qui peuvent aussi bénéficier d'outils partagés ou « libres » de formation en ligne.

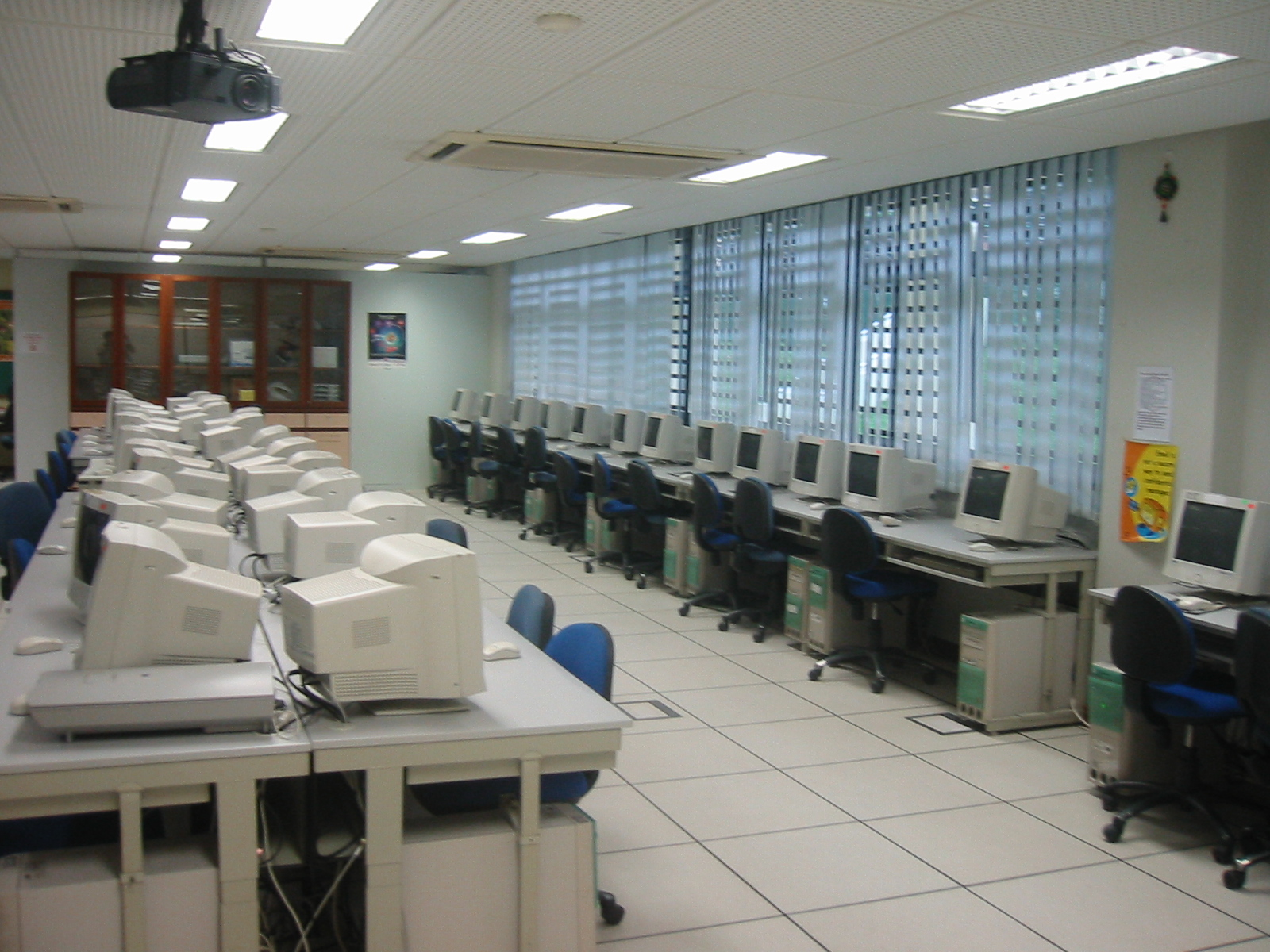
En présence, ou éventuellement à distance, le vidéoprojecteur et/ou le tableau numérique permettent au formateur d'interagir avec le groupe.

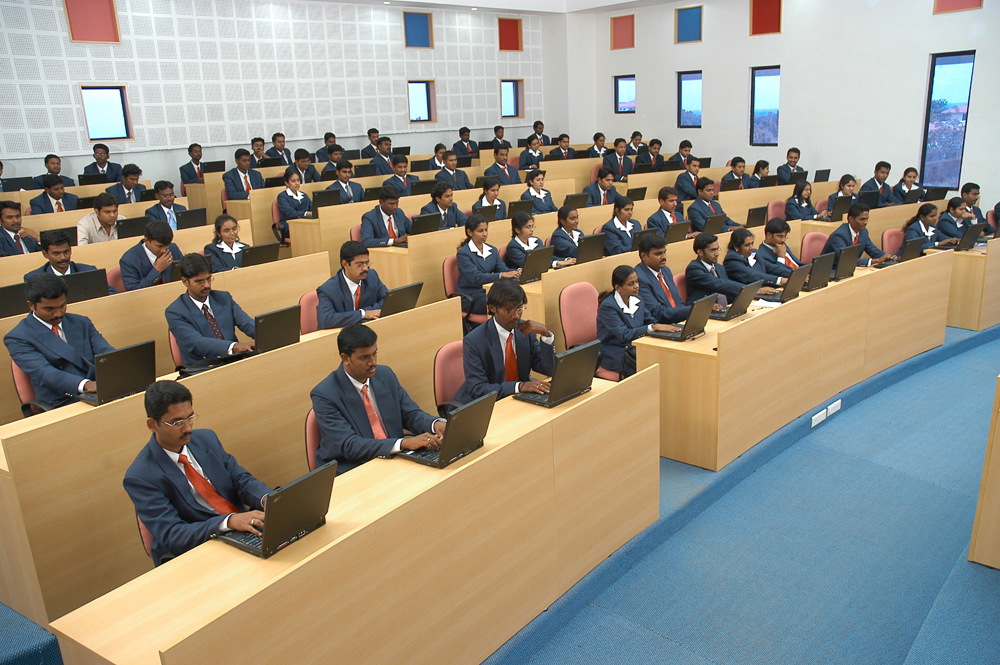
Salle de classe d'une école de commerce (Jansons School of Business) à Coimbatore (Inde).

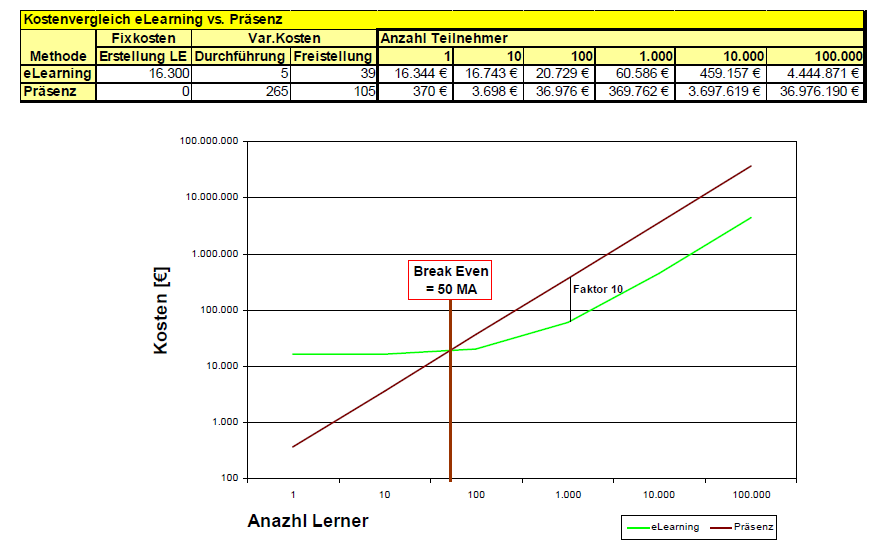
Diagramme coût-efficacité. L'e-learning (vert) nécessite un investissement informatique initial le rendant d'abord plus coûteux. Au-delà d'un seuil, la formation en présence devient plus coûteuse. Selon les contextes (degré d'expertise voulu, mutualisation ou non des moyens, etc.), la position du point change.

- La définition de l'Union européenne est : « l’e-learning est l’utilisation des nouvelles technologies multimédias de l’Internet pour améliorer la qualité de l’apprentissage en facilitant d’une part l’accès à des ressources et à des services, d’autre part les échanges et la collaboration à distance »[11].
- La définition du LabSET est : « apprentissage en ligne centré sur le développement de compétences par l'apprenant et structuré par les interactions avec le tuteur et les pairs ».

Dans tous les cas, la méthode de formation/d'éducation permet théoriquement de s'affranchir de la présence physique d'un enseignant à proximité. En revanche, le rôle du tuteur distant apparaît, avec des activités de facilitateur et de médiateur. Dans le cadre d'un tutorat omniprésent, on parle alors de formation téléprésentielle.

## Terminologie

### Dans le monde anglophone
En anglais, l'expression e-learning, largement diffusée dans les années 1990, associe sémantiquement plusieurs notions :
- l'Open and Distance Learning (ODL) qui qualifie sa dimension ouverte, et qui vient du monde de la formation à distance ;
- la notion de Computer-Mediated Communication (CMC), qui fait référence aux Technologies de l'Information et de la Communication (TIC) (au moment de l'invention et de la diffusion de cette expression, il s'agissait d'abord des courriels, puis de forums et groupwares) ;
- ces deux concepts sont appliqués à la formation Web-Based Training (WBT).

L'expression e-learning désigne ainsi à la fois des technologies nées de l'Internet pour la formation, Distributed Learning et une approche pédagogique les utilisant, de type constructiviste et s'appuyant sur une Cognition Distribuée (Grabinger et al., 2001).
L'apprentissage en ligne est une modalité pédagogique et technologique qui a d'abord concerné la formation continue, l’enseignement supérieur puis la formation en entreprise, c’est-à-dire au service d'un apprenant adulte ayant une certaine autonomie dans l’organisation de son processus d’apprentissage. Cependant, aux États-Unis notamment, dans des textes officiels, le e-Learning a été élargi (Enhanced-Learning through Information Technologies) à un service offert à tout public, de la maternelle à la formation continue, incluant les didacticiels, CD-Rom, hypermédias, tuteur intelligent… (US DoE, 2000). Dans ce pays, des mesures de réduction des coûts d'accès à l'internet (dont haut-débit) pour les centres d’éducation et de formation ont contribué au succès de ce concept.
Le vocable e-Learning évoque donc une synergie nouvelle entre des pratiques pédagogiques et des technologies éducatives existantes ; synergie permise par l’explosion de la Toile (2000/2001) et de son potentiel d’« ubiquité ».
Il semble cependant, comme pour les évolutions récentes des organisations, que l'e-learning tel qu'il évolue possède maintenant des caractéristiques émergentes (organisation et gestion de la connaissance, approches collaboratives) qui le rendent différent des outils pédagogiques antérieurs.

### En Europe
La Commission européenne a lancé une « initiative eLearning » et un « projet de campus européen virtuel et multilingue ».
Elle vise à « mobiliser les communautés éducatives et culturelles ainsi que les acteurs économiques et sociaux européens afin d'accélérer l’évolution des systèmes d’éducation et de formation ainsi que la transition de l'Europe vers la société de la connaissance », avec 4 priorités : améliorer les infrastructures, la formation, les contenus et les services.
Elle peut bénéficier de fonds structurels et de la Banque européenne d'investissement (BEI), du programme de recherche IST (Information Society Technologies) et s'inscrit dans les programmes culturels et éducatifs européens (Socrates, Leonardo da Vinci, Culture 2000...), mais aussi dans le cadre du processus de Luxembourg, du Plan d’action eEurope, d'une résolution visant à soutenir les logiciels multimédias éducatifs et de formation, et de sa volonté de promouvoir la compétitivité.

### Dans les pays francophones
Plusieurs termes francophones traduisent e-learning. La traduction la plus fidèle serait apprentissage en ligne, considéré comme une spécialisation de la formation à distance, concept plus général incluant entre autres les cours par correspondance, et tout autre moyen d'enseignement en temps et lieu asynchrone.
Le « e » comme dans e-learning est une référence explicite aux technologies de l'information et de la communication.
Formation en ligne est le terme recommandé en France par la Délégation générale à la langue française et aux langues de France (DGLFLF), cf. Journal officiel du 14/05/2005.
L'apprentissage mixte conjugue les notions d'apprentissage en ligne et d'apprentissage hors ligne. Cette notion regroupe les méthodes d'acquisition d'un savoir ou de construction de connaissance utilisant des interactions (acteur-acteur ou acteurs-ressources) relayées par un système télématique (informatique connecté à un réseau). L'apprentissage électronique peut avoir lieu à distance (« en ligne »), en classe (« hors ligne » et/ou en ligne) ou les deux.

## Typologies
Différentes typologies cohabitent, principalement selon deux axes :

### L'axe formateur - apprenant
Quand le professeur (formateur, personne ressource, coach..) est physiquement proche de ses étudiants, on parle de formation en présence. S'il n'est pas en contact direct avec l'apprenant, on parlera de « formation à distance ».

### L'axe du temps de la communication
Si la communication est directe, immédiate, on parle d'outil « synchrone » (par exemple pour un professeur face à ses étudiants, une séance de chat ou une visioconférence. Au contraire, si un délai existe entre une question et sa réponse, le système est dit « asynchrone » (Le forum, le courrier électronique sont des outils de communication asynchrone).

#### 100% apprentissage en ligne
Dans cette typologie de formation, l'apprenant va suivre sa session d'apprentissage en ligne entièrement à distance. Il n'interagira pas directement en vis-à-vis avec le ou les formateurs. Il pourra néanmoins bénéficier de tutorat à distance via des outils de type webconferencing, forum, tchat, téléphone, courriel.

#### Technique combinée
Un mode d'apprentissage mixte (Blended Learning en anglais) combine la formation en ligne à un apprentissage classique (alors dit « en présence »).
L'apprenant alterne des sessions à distance en ligne, en face-à-face avec le (ou les) formateur(s). Souvent il prépare (seul ou en groupe) une introduction au sujet, avec des ressources distantes. Puis, en présence d'un enseignant son travail est analysé et discuté, corrigé et orienté afin de le faire progresser. Des débriefings et reformulation périodiques permettent de vérifier qu'ils se comprennent bien.
Une autre approche, dite en « overblended learning » combine ces deux ou trois phases dans d'une même séance de formation, en présence d'un formateur, ou en mode distant (via visioconférence ou chat par exemple).
Les Wikis et certaines plateformes numériques de travail permettent aux apprenants de coopérer entre eux et avec d'autres (étrangers éventuellement), en structurant leur savoir de manière plus pluridisciplinaire et interdisciplinaire ; tout en étant suivis par les enseignants via l'« historique des contributions » et/ou les « pages de discussion » associées.

## Micro-certifications
Depuis 2024, les micro-certifications proposées par des universités comme Harvard ou l’INRIA connaissent une adoption massive par les entreprises.

## E-Learning 2.0, évolutions et tendances
L'expression E-Learning 2.0, est un néologisme désignant les systèmes de CSCL (Computer-supported collaborative learning) nés de l'émergence du Web 2.0,. Voir aussi (Seely Brown et Adler 2008).

### Avant le Web 2.0
Avant le Web 2.0, l'informatique était surtout un « lieu de stockage » de données, et un moyen de les médiatiser,. Des « paquets de connaissance » étaient ainsi délivrés en classe (dans les universités essentiellement dans un premier temps, dans les années 1990), par disciplines et par « niveaux de formation », avec des didacticiels améliorés. L'informatique était aussi un moyen d'évaluer et noter le niveau de connaissance de l'élève, par son professeur ou de permettre, via les mails,, des échanges plus rapide et plus interactifs, dont en formation continue et formation de formateurs (formation des maîtres d'école par exemple). Ces outils, et notamment les courriels ont rapidement montré des limites éducatives, notamment en ce qui concerne la déperdition, le temps passé et la surcharge informationnelle nécessitant une pédagogie de la gestion des messagerie électronique, alors que dans le même temps, la puissance des moteurs de recherche augmentait de manière exponentielle l'accès à l'infosphère.

### Arrivée du Web 2.0
Le Web 2.0 crée un changement de paradigme, avec l'émergence, l'auto-organisation et autogestion de formes et de plus en plus complexes de réseaux de communautés apprenantes.
Certains de ces réseaux ont construit leurs propres outils collaboratifs, éventuellement multilingue (comme Wikipédia et ses projets-frères), parfois plus vite et mieux que les entreprises et systèmes éducatifs existants. Les pédagogues utilisant ces outils s'appuient sur l'efficacité d'une connaissance et compréhension coconstruite et socialement construites. Les apprenants (avec ou sans formateurs) participent à l'amélioration continue des savoirs et savoir-faire. Ils les explorent, mais ils peuvent aussi les reclasser, les réorganiser et les traduire en langues étrangère.
L'apprentissage donne alors plus de place aux conversations sur le contenu, le sens et la forme, aux l'interaction à la terre sur les problèmes et les actions, et cherche à produire de la « donnée ouverte », qui pourra à son tour librement être exploitée et améliorée par d'autres.
Selon les promoteurs de ce que les anglophones appellent l'« apprentissage social » (social learning), l'un des meilleurs moyens d'apprendre quelque chose, et de bien le comprendre, est de l'enseigner à d'autres. Ils ont d'abord utilisé les blogs, puis les wikis, le podcast et une large palette d'outils informatiques permettant les interactions entre apprenants, une meilleure valorisation des données archivées et une autre gestion du temps de l'apprentissage et de la production de savoir.
Parmi les premiers « cours en ligne », tels que ceux développés par Murray Turoff et Starr Roxanne Hiltz dans les années 1970 et 80 au Nouveau Jersey Institute of Technology, des cours à l'Université de Guelph (Canada), la British Open University, et les cours à distance en ligne de l'Université de Colombie-Britannique (où le Web CT, maintenant incorporé dans le Blackboard Inc. a été inventé), nombreux étaient ceux qui ont toujours fait un usage intensif de discussion en ligne entre étudiants, si ce n'est avec les formateurs. En outre, dès le début, les praticiens comme Harasim (1995) ont mis fortement l'accent sur l'utilisation des réseaux d'apprentissage pour la construction des connaissances, bien avant le terme e-learning, et encore plus d'e-learning 2.0, a même été considéré. Le Web 2.0 a cependant considérablement permis d'élargir les potentialités de l'apprentissage collaboratif, ainsi que d'accroître le nombre des apprenants-sachants connectés.
Des plates-formes numériques de travail, et des salles de classe virtuelles (présentations en ligne livrées en direct, plus ou moins organisées) sont utilisées par les fournisseurs de services éducatifs tels que (aux États-Unis, parmi les précurseurs) les collèges d'État et université du Minnesota ou le district scolaire de Sachem,, et les réseaux sociaux prennent dans les années 2000 une importance grandissante dans le E-learning 2.0. Ils ont été testés, voire encouragés, avec des communautés d'apprentissage en ligne autour de sujets aussi divers que la préparation aux examens ou l'enseignement des langues (projet « Linguanet Europa »). L'apprentissage assisté et mobile des langues (ou Mobile Assisted Language Learning (MALL), pour les anglophones) est l'expression qui désigne l'utilisation d'ordinateurs portables et/ou de téléphones cellulaires pour faciliter l'apprentissage des langues. Pour plus de détails concernant les différentes applications des technologies mobiles pour l'apprentissage des langues, consulter cet article.

### Arrivée de l'IAg
Dans les années 2020, l'intelligence artificielle générative (IAg) émerge, dont au sein des technologies de l'éducation.
L'IAg, principalement connue au travers des chatbots et de ChatGPT en particulier est aussitôt source de débats quant à ses limites, risques environnementaux, psychosociaux (temps d'écran...), manque de cadres éthique et réglementaire, conséquences incertaines pour l'emploi, etc. D'autre part, si elle est bien utilisée, on lui prête un fort potentiel pédagogique, avec de prise en compte des besoins individuels des apprenants (apprentissage adaptatif, contenus et méthodes pédagogiques personnalisés en fonction du profil et des objectifs, de la langue et des compétences de l'apprenant), de favoriser l'engagement et certaines interactions des apprenants. Elle offre des possibilités nouvelles de recommandations personnalisées, d'aide à la correction, basées sur l'analyse des performances, de l'attention et de la personnalité de l'apprenant en temps réel. L'IA peut aussi aider l'enseignant(e) à détecter les plagiats, les erreurs et à corriger les élèves.
Des capacités de transcription et/ou de traduction automatiques peuvent faciliter l’accès de nombreux contenus à apprenants non natifs, malentendants, handicapés, etc..
De nombreuses start-up et sociétés privées cherchent à capter et exploiter ce nouveau marché (en 2024, de nombreux Etats, associations et fonds philanthropiques aident les pays ou régions à revenu faible et intermédiaire à acheter et utiliser l’edtech, de l'école élémentaire à l'université puis dans la formation continue). Environ 500 000 applications éducatives sont disponibles en 2024 pour presque tous les niveaux et de nombreuses matière, souvent avant même d'avoir été scientifiquement évaluées pour leur efficacité et d'éventuels risques ou effets pervers (en 2023, un rapport de l'UNESCO montre un manque de données solides prouvant la valeur des outils Edtech, alors que déjà dans chaque district des États-Unis, 2 700 outils de ce type ont été utilisés). En 2024, Natalia I. Kucirkova alerte dans la revue Nature : « avec peu de réglementation et peu de normes appliquées, je crains que les gouvernements, les écoles et les familles du monde entier dépensent collectivement d’énormes sommes d’argent dans des applications inefficaces qui ne servent qu’à apprendre aux enfants à jouer à des jeux manipulateurs (...) Les gouvernements devraient stipuler que les applications ne peuvent pas être vendues comme « éducatives » à moins que des recherches rigoureuses n’aient démontré qu’elles améliorent l’apprentissage et le bien-être des enfants. Des systèmes nationaux de certification basés sur des recherches indépendantes et des catalogues de ressources recommandées aideraient les enseignants à décider quelles applications acheter ».

## Caractéristiques entre le tuteur à distance par rapport au tuteur en présentiel
L'animation d'un groupe à distance ne se fait pas de la même manière qu'en présentiel. Généralement, la gestion de ce dernier comporte trois axes : "le leadership d’un groupe peut s’exercer partiellement : 
• à la tâche à produire (aider à apprendre)
• à l’organisation de la procédure de travail
• aux relations entre les personnes."
Cependant, un nouvel axe fait surface et est rendue « inhabituellement complexe du fait de la difficulté de gérer une activité organisée de groupe dans un environnement écrit. Les échecs et les ruptures apparaissent bien plus souvent au niveau des relations sociales qu’au niveau technique » (Feenberg, 1989, p. 28). C'est pourquoi un bon leadership doit pouvoir contrebalancer le manque de signaux non verbaux de communication. Un bon leadership permet également d'entretenir une bonne interaction dynamique et cela est nécessaire afin de maintenir un cadre propice à la bienséance de l'apprentissage.

## Avantages de la formation en ligne
Les avantages souvent cités sont :
- Accès à un large panel (gratuit ou payant), d'approche formative et de stratégies d'apprentissage ; adaptées aux types de personnalités cognitives (type d'apprentissage) ; L'e-learning utilise notamment les pédagogies actives, la formation participative, la métacognition, l'apprentissage par problèmes, par le jeu, par la résolution de conflits, etc. Certains outils intègrent l'évaluation chemin faisant (évaluation des prérequis, autoévaluation, évaluation formative, sommative ou certifiante, etc.), et produisent des retours d'expérience automatiques (immédiats ou différés, synthétiques ou complets). De nouveaux outils gratuits tels que Wikiversité permettent même - à certaines conditions - de collaborativement produire du contenu de formation tout en se formant.
- Accès facile et peu coûteux au contenu de formation (on se forme à partir de n’importe où, si on a accès à l'Internet[49]).
- Flexibilité de la gestion du temps de formation, notamment en situation de télétravail ; avec possibilité de revenir en arrière ou du « juste-à-temps » quand il faut et au niveau requis[49], ce qui permet d'apprendre à son propre rythme[49].
- Accès informel ou formel à des ressources et formation provenant d'experts[49], autrefois ou autrement souvent inaccessibles.
- Contenu et stratégies innovantes pour l'apprentissage, avec métacognition facilitée.
- Possibilité d'exploiter et développer des interactions de qualité.
- Contenu et support de formation est hébergé et sécurisé ailleurs[49] (pas de maintenance de la part de l'apprenant).
- Moindre coût de la formation (pas systématiquement[49] notamment dans certaines spécialités).
- Économies de temps[49].
- Économies de transports.
- Réponse possible au manque de compétences en matière de formation en interne (dans une entreprise)[49].
- Dans les entreprises : partage des informations acquises facilité par le réseau de la société[50].

Dans le cadre de la formation en ligne, e-formation, les capacités à mobiliser par l'apprenant en situation d’apprentissage sont de nature psychologique, pédagogique et technologique.
Ces dimensions peuvent entacher la réussite des apprenants.
Les dimensions environnementales assurant le succès de l’apprentissage en ligne rejoignent celles relatives à la formation en présentiel.
Elles s’articulent dans divers domaines :
- L’ergonomie selon Nielsen 1993 qui se réfère à l’utilisabilité de l’outil. Celui-ci doit faciliter l’apprentissage par sa manipulation et son contenu pour permettre à l’apprenant d’investir ses ressources cognitives à l’apprentissage. L’utilité pour l’apprenant se définit par l'atteinte de l'apprentissage selon l’objectif défini par la formation. L’acceptabilité se réfère à la perception par l’apprenant du dispositif numérique. Les auteurs suivants appuient les points déterminants de l’utilisabilité, l’utilité et l’acceptabilité de l’apprentissage en ligne : A Tricot (Psychologie) “Apprentissages et documents numériques” édition BelinSup 2007 - F Amadieu et A Tricot “Apprendre avec le numérique mythes et réalités” édition Retz 2020

La combinaison de ces trois points (utilité, utilisabilité et acceptabilité) favorisera l’apprentissage en ligne pour l’apprenant.
- L’agentivité : l’apprenant en formation en ligne sollicite fortement son agentivité propre à chacun. Elle se réfère selon Bandura 2006, 2009 (https://journals.openedition.org/osp/741: A. Bandura. Auto-efficacité. Le sentiment d’efficacité personnelle Paris : Éditions De Boeck Université, 2003) au fait de contrôler les évènements qui le concernent, d’agir sur ses conditions de vie, celle des autres également et sur lui-même. Ainsi l’apprenant peut interférer sur son environnement. Et l’agentivité de l’apprenant est particulièrement sollicitée en formation en ligne puisqu’il doit s’autodiriger. En effet, l’apprenant est responsable de son apprentissage, de sa réussite et de son échec. De ce fait, il est nécessaire de soutenir l’agentivité par l’autodirection et l’autorégulation (l’apprenant se fixe des buts à atteindre, planifie et articule ses cognitions, émotions et sa conduite pour les atteindre Pintrich 2000, soit un processus cognitif et métacognitif. L’apprenant a donc un fort niveau d’indépendance) de l’apprenant selon Ph Carré 2003 (Ph Carré et P Caspar “Traité des sciences et des techniques de la formation” 4e édition Dunod 2017, P Carré “De l’apprentissage à la formation. Pour une nouvelle psychopédagogie des adultes” Hal Archives Ouvertes décembre 2017) pour parvenir à l’efficacité de l’apprentissage en ligne.Et la combinaison de l’autodirection et de l’autorégulation induit l’efficacité de l’apprenant, une grande autonomie.
- L’autonomie : la formation en ligne implique l’autonomie de l’apprenant du fait de la distance, de l’isolement par rapport au formateur et à ses pairs. Ceci requiert de la part de l’apprenant un engagement dans la formation, une prise en charge et un autocontrôle de l’assimilation de ses connaissances.

L’apprenant doit sélectionner ses ressources, les hiérarchiser, s’organiser, prendre des notes pour appuyer sa mémoire et instaurer une régularité du temps
La ténacité de l’apprenant est confrontée à la fois aux difficultés, à l’échec et au progrès qui dépendent de processus cognitifs, métacognitifs et motivationnels.
- La motivation : elle s’inscrit au départ comme une décision, un désir puis au démarrage de la formation, elle devient un engagement (Ph. Carré et P. Casper). Dans le cadre de la formation en ligne, elle peut être mise en jeu par l’autodétermination soit les motivations intrinsèques et extrinsèques et par l’acceptation des technologies.

Les moyens pour maintenir la motivation des apprenants dans le cadre de la formation en ligne s’appuie sur la présence d’un soutien organisationnel des proches pour le maintien de la persévérance, sur le fait que les attentes initiales de l’apprenant correspondent à l’offre du dispositif de formation et sur le plaisir d’apprendre. Des auteurs, chercheurs appuient l’importance de maintenir la présence à distance dont A Jézégou (sous la direction de) “Traité de la e-formation des adultes” édition Deboeck supérieur 2019, A Tricot (Psychologie) “Apprentissages et documents numériques” édition BelinSup 2007, F Amadieu et A Tricot “Apprendre avec le numérique mythes et réalités” édition Retz 2020, P Matthieu, C. Deaudelin et L Brouillette “La présence en formation à distance” 2015 https://hal.archives-ouvertes.fr/hal-01278228/document A Jézégou “Le dispositif GEODE pour évaluer l’ouverture d’un environnement éducatif” 2010 https://edutice.archives-ouvertes.fr/edutice-00489395/document et Les conférences CAPSULE 2019/2020 : D Peraya “Les dispositifs hybrides de formation vus du côté des enseignants” 2019 https://www.youtube.com/watch?v=MLwxwLe7K2w , A Jézégou “Les dispositifs hybrides au prisme de l’apprentissage autodirigé et de la présence” https://www.youtube.com/watch?v=z6svQb_EVLo

## Limites et conditions de succès de la formation en ligne
Il existe des limites liées aux apprenants et à l'offre en pédagogie. La formation en ligne ne vise d'ailleurs pas à remplacer les fonctions de l'école (sociabilisation, lecture, calcul, apprendre à apprendre, etc.) et il pourrait peut-être être parfois source de trop de confiance en soi, dans certains métiers à risque. Faire l'impasse sur certaines formations en pensant que l'information ou un didacticiel est disponible en ligne pose un problème en situation de gestion de crise ou d'urgences quand la crise est accompagnée d'une coupure générale d'électricité ou d'accès à l'internet. Même avec l'amélioration des simulateurs distants, apprendre la sculpture, la chirurgie, le massage ou la musique où à piloter une voiture sans la présence d'un apprenant reste difficile ou dangereux ; la formation en ligne permet cependant de préparer et accompagner ces pratiques.
[réf. nécessaire]
La formation en ligne nécessite :
- une bonne motivation de la part de l'apprenant, et une certaine assiduité si la formation est formalisée (le tutorat - ou coaching - réduit sensiblement le risque d'abandon et de décrochage).
- que les écoles (ou autres apprenants) aient un accès à l'Internet (l'Europe a pour cela favorisé un réseau paneuropéen à très haut débit[10], d'abord pour les communications scientifiques entre instituts de recherche, universités, bibliothèques scientifiques puis - progressivement - vers les écoles ).
L'accès à l'internet et à la culture numérique, encore difficile pour une partie de la population dans de nombreux pays.
- des ressources multimédias accessibles à tous. Même dans les pays riches, une partie de la population n'a pas d'accès à la culture numérique (« minorités, personnes âgées, personnes handicapées, personnes de « bas niveaux de qualification »[52]). La langue est également un problème, alors que l'essentiel des ressources est en anglais, une formation est généralement mieux acquise dans la langue maternelle ou la plus familière de l'apprenant[35].
- des enseignants ou encadrants formés et en nombre suffisant. En l'absence de e-learning centers, ou en complémentarité, les cybercentres, cyberplate-formes et certains cybercafés peuvent contribuer à cet objectif, de même que la mutualisation des moyens, salles d'informatique notamment. La Commission européenne propose ainsi « que les écoles et centres de formation deviennent des centres locaux d’acquisition des connaissances polyvalents et accessibles à tous, en ayant recours aux méthodes les plus adaptées en fonction de la grande diversité des groupes cibles »[52], avec création d'un « diplôme européen pour les compétences de base en technologies de l’information, avec des procédures de délivrance décentralisées »[52].
- Le renforcement des services d’orientation professionnelle (CIO en France), selon la commission européenne[53], pour répondre à de nouveaux besoins, plus complexes.
- La « promotion de l'employabilité par le développement des qualifications et des compétences associées à la mise en place et à l’utilisation des technologies de l’information et de la communication, augmentation du potentiel de l’éducation et de la formation tout au long de la vie »[12].
- La « stimulation de l'épanouissement personnel et la motivation des ‘apprenants’ par l'amélioration de la qualité des matériaux multimédias et la pertinence des technologies pour créer des synergies entre travail autonome et travail en groupe, le dialogue avec l’enseignant ou le formateur et tutorat à distance... »[12].
- Les grandes entreprises ont plus d'accès à ces outils que leurs sous-traitants. Certaines entreprises ou écoles ont offert en ligne une partie de leur contenu de formation interne ou « bibliothèque d'apprentissage » (Belgacom par exemple[54]), ce qui leur permet de mieux faire partager leur culture interne.
- Dans le cas des PME, « Créer une culture d'apprentissage au sein de l’entreprise »[54], adaptée aux besoins de l’entreprise, qui doivent donc être correctement appréhendés. Alors que l'internet étend les possibilités, une part importante de cet apprentissage sera « informelle »[54].

Un débat existe sur la question de savoir si l'école doit ou non « rattraper » la tendance générale au réseautage social. Sans nier son importance, il peut aussi être pour l'élève et le cours, une source de dispersion, un frein à la concentration sur un sujet, importance du travail individuel. Peu d'éducateurs traditionnels favorisent le réseautage social, hormis pour communiquer avec leurs propres collègues, mais de nombreuses expérimentations existent et des supports comme Wikipédia ont émergé spontanément sans portage direct des communautés éducatives établies. Jimmy Wales pense que le projet Wikiversité (« projet-frère de Wikipédia ») est l'un des plus prometteurs, même s'il devrait mettre une trentaine d'années à se développer,.
En France, la plateforme d'apprentissage en ligne « Moodle » est retenu par la plupart des universitaires. Elle fonctionne en plus de 100 langues (à comparer à Wikipédia disposant en 2020 de 300 langues).

### Enjeux socio-écologiques
Les outils et réseaux informatiques évoluent rapidement, en raison des progrès de l'informatique (loi de Moore), mais aussi de stratégies commerciales d'obsolescence programmée.
Des enjeux importants se dessinent, en matière de soutenabilité du e-learning, concernant :
- la consommation croissante et le gaspillage de produits polluants et de matière non-renouvelables (métaux rares, composants coûteux) ;
- une consommation électrique globale en augmentation constante, malgré les progrès des matériels. Des logiciels et matériels informatiques plus efficients et efficaces pourraient optimiser la consommation d'énergie des processeurs et serveurs, des réseaux (internet, mais aussi réseaux internes) et de la climatisation des serveurs informatiques. À ce jour ces progrès ne compensent pas l'usage croissant de serveurs, bande passante et moteurs de recherche ;
- des performances encore insuffisantes en matière de recyclage, réutilisation, écoconception des matériels et systèmes informatiques ;
- la fracture numérique[59].

Un espoir est que le « E-Learning 2.0 », par exemple via une approche de responsabilité sociale et environnementale et une mutualisation accrue de services et bases de données, et d'innovations par la communauté utilisatrice, puisse peut-être lui-même générer une partie des réponses aux problèmes qu'il génère en matière de soutenabilité.